# Peg LaCentra
Peg LaCentra (eigentlich Margherita Maria Francesca La Centra, * 10. April 1910 in Boston, Massachusetts; † 1. Juni 1996 in Los Angeles, Kalifornien) war eine US-amerikanische Sängerin der Swingära und Schauspielerin.

## Leben und Wirken
LaCentra wuchs in Boston auf und besuchte kurze Zeit das New England Conservatory of Music, wo sie Piano studierte, anschließend die Katharine Gibbs Finishing School und die Fenway Academy of Dramatic Art, mit dem Berufswunsch Schauspielerin zu werden. Zunächst arbeitete sie in Boston als Radiomoderatorin bei der örtlichen Radiostation WNAC, bevor sie 1931 nach New York zog. Dort war sie beim Sender NBC als Sängerin und Schauspielerin tätig. Mit  Johnny Green und dessen Orchester machte sie 1934 ihre erste Aufnahme, The Fortune Teller. 1936 trat sie mit dem Dick McDonough Orchestra in The Mell-O-Roll Ice Cream Show auf. Im selben Jahr lernte sie Artie Shaw kennen, der zu dieser Zeit mit McDonough arbeitete. Shaw holte LaCentra als Bandvokalistin in sein Orchester. Ab Sommer 1936 sang sie bei Shaw, trat mit ihm im Lexington Hotel und im Paramount Theater in New York auf und wirkte bei dessen Schallplattenaufnahmen mit, wie „Darling, Not Without You“, „There’s Something in the Air“ und „You Can Tell She Comes from Dixie“. Nach der Auflösung des Shaw-Orchesters arbeitete sie im folgenden Jahr mit Benny Goodman, kehrte aber sogleich zu Artie Shaw zurück, als dieser eine neue Bigband zusammenstellte. Neben ihren Aufnahmen mit Shaw in den 1930er-Jahren nahm sie auch unter eigenem Namen auf („Big Mouth Minnie“/„Who Threw Mush in Grandpa's Whiskers?“, Bluebird 10050), außerdem mit Victor Young, Jerry Sears („Alexander’s Back in Town“/„Noodlin’“, Bluebird 10021). 1939 hatte sie ein eigenes Radioprogramm bei NBC, The Peg LaCentra Show.
In späteren Jahren wirkte sie in einer Reihe von Filmen und Fernsehserien mit, teilweise auch als Singstimme für Schauspielerinnen, so für Susan Hayward in Smash-Up: The Story of a Woman (1947) und für Ida Lupino in Besuch in Kalifornien (1947) und Escape Me Never (1947). Außerdem hatte sie einen Cameo-Auftritt im Joan-Crawford-Film Humoreske (1946) als Interpretin des Standards „Embraceable You“. Gelegentlich sang sie auch in Clubs.
LaCentra war ab 1939 mit dem Schauspieler Paul Stewart verheiratet.

## Diskografische Hinweise
- The Complete Recordings (Baldwin Street Music, ed. 2002)